# Виборчий округ 135
Виборчий округ 135 — виборчий округ в Одеській області. В сучасному вигляді був утворений 28 квітня 2012 постановою ЦВК №82 (до цього моменту існувала інша система виборчих округів). Окружна виборча комісія цього округу розташовується в будівлі Приморської районної адміністрації Одеської міської ради за адресою м. Одеса, вул. Канатна, 134.
До складу округу входить Приморський район міста Одеса. Виборчий округ 135 межує з округом 133 на південному заході, з округом 134 на заході, з округом 136 на північному заході та обмежений узбережжям Чорного моря на північному сході, на сході і на південному сході. Виборчий округ №135 складається з виборчих дільниць під номерами 511245-511339, 511437 та 511442.

## Народні депутати від округу
| Ім'я                         | Фото | Партія          | Скликання | Дата набуття повноважень | Дата припинення повноважень |
| ---------------------------- | ---- | --------------- | --------- | ------------------------ | --------------------------- |
| Ківалов Сергій Васильович    |      | Партія регіонів | 7-ме      | 12 грудня 2012           | 27 листопада 2014           |
| Ківалов Сергій Васильович    |      | самовисуванець  | 8-ме      | 27 листопада 2014        | 29 серпня 2019              |
| Леонов Олексій Олександрович |      | Слуга народу    | 9-те      | 29 серпня 2019           |                             |

## Результати виборів

### Парламентські

#### 2019
Кандидати-мажоритарники:
- Леонов Олексій Олександрович (Слуга народу)
- Ківалов Сергій Васильович (самовисування)
- Леонов Євген Михайлович (самовисування)
- Наумчак Віктор Анатолійович (Європейська Солідарність)
- Вікнянський Микола Львович (Голос)
- Позднякова Ганна Іванівна (самовисування)
- Степанян Рубен Едуардович (Батьківщина)
- Варламов Сергій Сергійович (самовисування)
- Вейдер Дарт Вікторович (Блок Дарта Вейдера)
- Березовський Андрій Андрійович (Громадянська позиція)
- Мазур Анатолій Іванович (Демократична Сокира)
- Мінаєв Пилип Олегович (самовисування)
- Янішевський Дмитро Олегович (самовисування)
- Гринцова Єлизавета Романівна (самовисування)
- Хвощевський Олег Володимирович (самовисування)
- Казаков Віктор Ларіонович (самовисування)
- Серединко Ігор Анатолійович (самовисування)
- Любчик Костянтин Андрійович (самовисування)
- Приходько Вячеслав Ігорович (самовисування)
- Веремчук Олександр Віталійович (самовисування)
- Берендєєв Ігор Вікторович (самовисування)
- Присташ Сергій Михайлович (самовисування)

#### 2014
Кандидати-мажоритарники:
- Ківалов Сергій Васильович (самовисування)
- Рондін Володимир Гаррійович (самовисування)
- Наумчак Віктор Анатолійович (Блок Петра Порошенка)
- Селянін Георгій Всеволодович (самовисування)
- Манохіна Ольга Валентинівна (Батьківщина)
- Гіганов Богдан Вікторович (Опозиційний блок)
- Дурнєв Олексій Сергійович (самовисування)
- Булгаков Олександр Михайлович (самовисування)
- Сокіл Ігор Анатолійович (самовисування)
- Акопян Артур Борисович (самовисування)
- Ліознов Сергій Григорович (самовисування)
- Сізоненко Сергій Вадимович (самовисування)
- Стукаленко Тетяна Валентинівна (самовисування)
- Руденко Оксана Сергіївна (самовисування)
- Швидкий Володимир Анатолійович (самовисування)
- Крюк Геннадій Олександрович (самовисування)
- Стадник Микола Вячеславович (самовисування)
- Зінін Василь Іванович (самовисування)
- Головань Анатолій Анатолійович (самовисування)
- Барабошко Олександр Олександрович (самовисування)
- Хромов Анатолій Володимирович (самовисування)
- Шаповало Наталія Миколаївна (самовисування)
- Василєвський Дмитро Миколайович (самовисування)
- Пилипенко Андрій Валентинович (самовисування)
- Сімоненко Денис Володимирович (самовисування)
- Мєлідіс Ірина Юріївна (Ліберальна партія України)
- Андреєв Дмитро Володимирович (самовисування)
- Шарапанівський Олександр Юрійович (самовисування)
- Ковган Володимир Іванович (самовисування)
- Сегенюк Тетяна Юріївна (самовисування)
- Полонець Андрій Едуардович (самовисування)
- Тарутін Олег Віталійович (самовисування)
- Кулик Сергій Олександрович (самовисування)
- Стасюк Микола Миколайович (самовисування)
- Сільченко Сергій Володимирович (самовисування)
- Форостянюк Олена Петрівна (самовисування)
- Степанов Вадим Ігорович (самовисування)
- Чабаненко Павло Анатолійович (самовисування)
- Козицький Юрій Любомирович (самовисування)
- Хомін Юрій Миколайович (самовисування)

#### 2012
Кандидати-мажоритарники:
- Ківалов Сергій Васильович (Партія регіонів)
- Усов Володимир Володимирович (Батьківщина)
- Цехович Віталій Анатолійович (УДАР)
- Торшин Валерій Іванович (самовисування)
- Ліознов Сергій Григорович (самовисування)

## Явка
Явка виборців на окрузі: